# Listă de actrițe - G
|  | Listă de actrițe \| \| Listă de actrițe - G \| Liste alfabetice de actori și actrițe \| Listă de actori A - B - C - D - E - F - G - H - I - J - K - L - M - N - O - P - Q - R - S - T - U - V - W - X - Y - Z |

## Actrițe - G
| - Eva Gabor (1921 - 1995) - Zsa Zsa Gabor (* 1917) - Kerstin Gähte (* 1958) - Sigri Mitra Gaïni (* 1975) - Greta Garbo (1905 - 1990) - Ava Gardner (1922 - 1990) - Judy Garland (1922 - 1969) - Jennifer Garner - (1972) - Greer Garson (1904 - 1996) - Danielle Gaubert (1943 - 1987) - Mitzi Gaynor (* 1930) - Barbara Bel Geddes (1922 - 2005) - Martina Gedeck (* 1961) - Gudrun Genest (* 1914) | - Valeska Gert (1892 - 1978) - Claude Gensac (1927 - 2016) - Therese Giehse (1898 - 1975) - Eleonora Giorgi (* 1953) - Michèle Girardon (1938 - 1975) - Annie Girardot (1931 - 2011) - Lillian Gish (1893 - 1993) - Uschi Glas (* 1944) - Paulette Goddard (1910 - 1990) - Helga Göring (* 1922) - Käthe Gold (1907 - 1997) - Whoopi Goldberg (* 1949) - Valeria Golino (* 1966) | - Gong Li (* 1965) - Ruth Gordon (1896 - 1985) - Betty Grable (1916 - 1973) - Ursula Grabley (1908 - 1977) - Heather Graham (* 1970) - Lauren Graham (* 1967) - Gloria Grahame (1923 - 1981) - Gardy Granass (* 1930) - Lee Grant (* 1927) - Jane Greer (1924 - 2001) - Pam Grier (* 1949) - Melanie Griffith (* 1957) - Brigitte Grothum (* 1933) |

## Actori
|  | Listă de actori \| \| Listă de actrițe \| Liste alfabetice de actori și actrițe \| Listă de actori A - B - C - D - E - F - G - H - I - J - K - L - M - N - O - P - Q - R - S - T - U - V - W - X - Y - Z |